# Арифметичне переповнення
Арифметичне переповнення — специфічна для комп'ютерної арифметики ситуація, коли при арифметичній дії результат стає більшим від максимально можливого значення для змінної, що використовується для зберігання результату.
Приклад: додавання двох змінних розміром 8 біт із записом результату в змінну того ж розміру:
{\displaystyle 210_{10}+61_{10}=11010010_{2}+00111101_{2}=?}

{\displaystyle {\begin{array}{c}{\begin{array}{cc}+&{\begin{array}{c}11010010_{2}\\00111101_{2}\end{array}}\\\end{array}}\\\hline {\begin{array}{cc}&{\color {Red}1}00001111_{2}\end{array}}\end{array}}}
виникає переповнення.
При цьому в результат записується не очікуване {\displaystyle 271_{10}={\color {Red}1}00001111_{2}}, а {\displaystyle 15_{10}=00001111_{2}}. Якщо не перевіряти, чи було переповнення, то може виникнути логічна помилка в програмі, про що в деяких випадках під час виконання не дізнається ні платформа, ні операційна система (як, наприклад, в Java).